# عمارة السودان

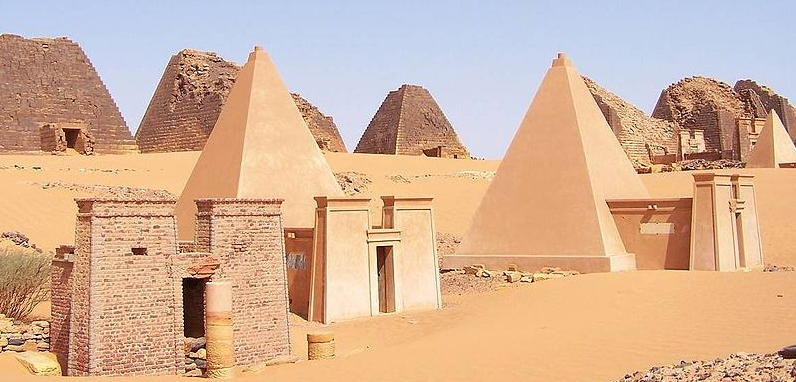
صورة توضح العمارة في بلاد السودان متضمنة بنيان يقدر عمره بمئات السنين. أهرامات النوبة.

تعكس عمارة السودان التنوع الجغرافي والعرقي والثقافي في البلاد وفتراتها التاريخية. تشكل الظروف الإقليمية والبيئية المختلفة، أساليب الحياة والثقافة المادية المُعبر عنها في المستوطنات البشرية وهيكليتها وأنشطتها الاقتصادية. كانت السودان على مدى تاريخها الموثق الطويل، أرضًا متغيرة ومتنوعة الأشكال من الحضارة الإنسانية مع تأثيرات مهمة من الثقافات الأجنبية.
يعود تاريخ أول هياكل معمارية وحضرية معروفة إلى الألفية الثامنة قبل الميلاد. جلبت العلاقات الثقافية مع جارة السودان الشمالية، مصر القديمة، التي تقاسمت معها فترات تاريخية طويلة من التأثير المتبادل، المستوطنات المصرية وكذلك النوبية إلى جانب المعابد والأهرامات التي ظهرت في مملكة كوش وعاصمتها الأخيرة مروي.
ازدهرت الممالك المسيحية منذ نحو عام 500 وحتى 1500 من الحقبة العامة، في النوبة العليا وجنوب النيل وعلى امتداده. بنت هذه الممالك مدنًا مهمة، عُرفت بثقافتها المزدهرة من أديرة وقصور ومدن ذات تحصينات وكاتدرائيات، وتظهر تأثيرات الثقافتين القبطية والبيزنطية من مصر وشرق البحر الأبيض المتوسط.
بعد التأثير المتزايد للمهاجرين المسلمين العرب من القرن السابع فصاعدًا، أنشأت مملكة المقرة المسيحية معاهدة البقط، وهي معاهدة مع الحكام المسلمين في مصر تسمح للمسلمين من خلالها بالتجارة والسفر بحرية. أسفر هذا عن إنشاء أول المساجد والمقابر في النوبة العليا، موثقة من عام 1317 من الحقبة العامة فصاعدًا. أنشأت سلطنة سنار المسلمة منذ نحو 1500 من الحقبة العامة وحتى أوائل القرن التاسع عشر وسلطنة دارفور، ممالك جديدة في الجنوب والغرب من السودان. كان للمدن المزدهرة مثل سنار والفاشير مبان إدارية ومبان للسكن الخاص وللزراعة والحرف والعبادة والتجارة، بما في ذلك تجارة الرقيق.
تقع مدينة الخرطوم على الضفة الجنوبية للنيل الأزرق، وقد تطورت كمركز للدولة التركية المصرية، لكنها دُمرت إلى حد كبير من قبل أتباع المهدي في عام 1885، الذين أسسوا عاصمتهم في أم درمان على امتداد النيل الأبيض. في أوائل القرن العشرين، اُعيد بناء الخرطوم من قبل الإدارة البريطانية تحت قيادة اللورد كيتشنر، متبعة معايير المدينة الأوروبية الحديثة. تُعد الخرطوم الكبرى في عام 2021، حاضرة يقدر عدد سكانها بنحو 6000000 نسمة، تتألف من الخرطوم الأصلية، وتربطها الجسور عبر النيل الأزرق والأبيض مع مدينتي شمال الخرطوم وأم درمان إلى الغرب.
ما تزال المشاهد الحضرية الريفية في السودان تتميز إلى حد كبير بصفات العمارة الإفريقية التقليدية، لكنها خضعت أيضًا لتغييرات مهمة لتطوير المستوطنات والبنية التحتية والعمارة المتناظرة خلال القرنين التاسع عشر والعشرين.

## العصور التاريخية المبكرة

### ما قبل التاريخ

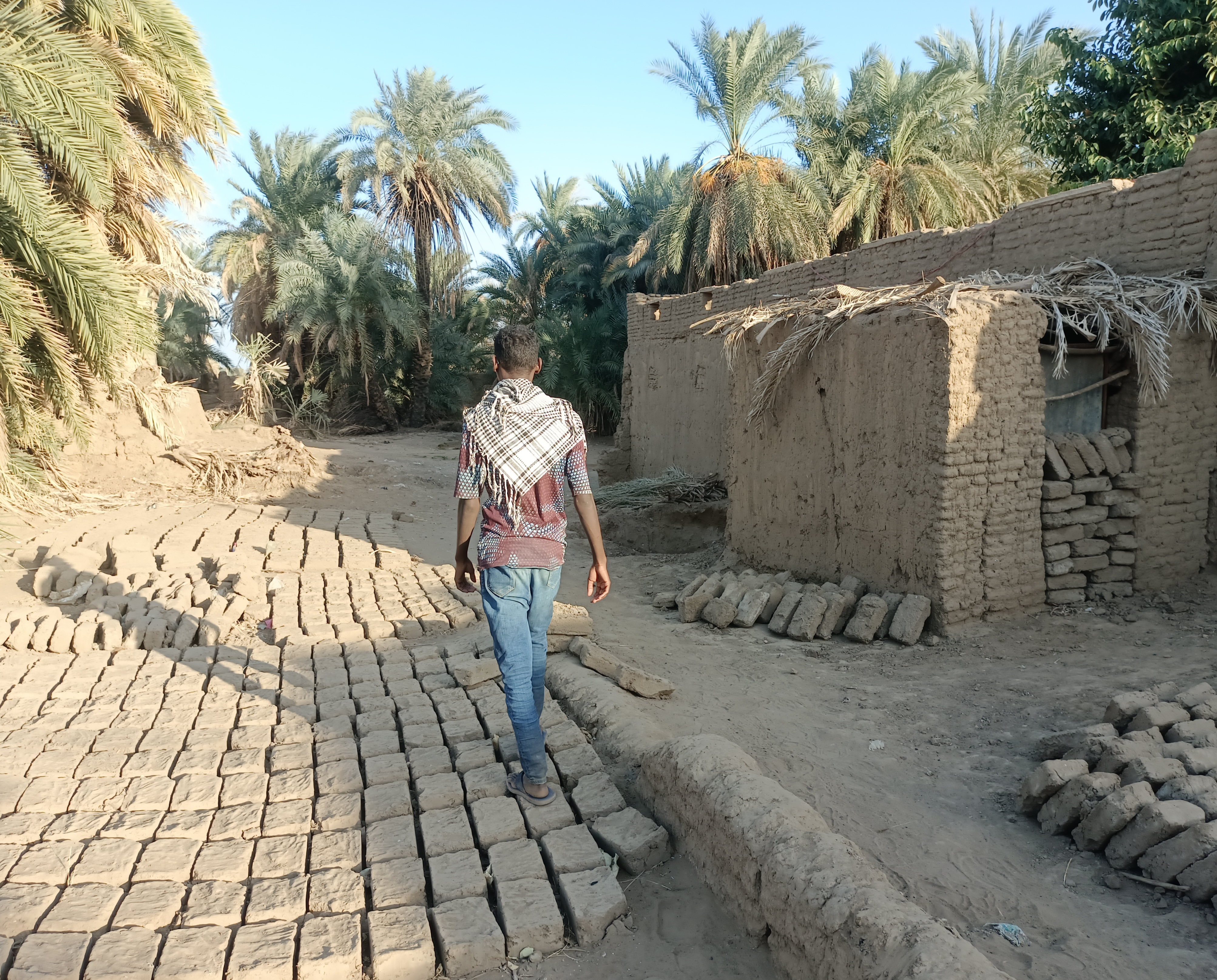
طوب بيوت الطين، طوب "البلك" الأخضر.

اتبع الناس ذوو ثقافة العصر الحجري الحديث في الألفية الثامنة قبل الميلاد، أسلوب حياة مستقر في وادي النيل ضمن قرى محصنة مشيدة من الطوب الطيني، حيث تابعوا العمل بصيد الحيوانات وصيد الأسماك في النيل وحصاد الحبوب ورعي الماشية.
ظهرت مجموعة بوتانا في شرق السودان نحو عام 4000 قبل الميلاد. لا يُعرف الكثير عن أساليب الاستيطان، لكن بعض المواقع بلغت مساحتها نحو 10 هكتارات تقريبًا، مما يشير إلى عمل السكان بمهن أخرى. عاش شعب مجموعة بوتانا في أكواخ صغيرة مستديرة الشكل. العديد من المقابر غير معروفة، لكن الناس دفنوا في الغالب في أماكن مزدحمة.

### استيطان مصر القديمة في النوبة
كانت مدينة بوهين مستوطنة مصرية قديمة بالقرب من المدينة المعروفة اليوم باسم وادي حلفا في الولاية الشمالية من السودان. تُعرف هذه المدينة بقلعتها الكبيرة، التي ربما شُيدت خلال حكم سنوسرت الثالث نحو عام 1860 قبل الميلاد (الأسرة الثانية عشرة).  شملت تحصينات القلعة كلًا من خندق مائي بعمق 3 أمتار وجسرًا متحركًا وزوايا محصنة ودعامات وزينة الشرفة وشقوق الأسهم والمرجام. شمل الجدار الخارجي منطقة بين الجدارين مخترقة بصف مزدوج من شقوق الأسهم، مما سمح للرماة الواقفين والراكعين بإطلاق النار في نفس الوقت.